# Brnířov
Brnířov är en ort i Tjeckien.   Den ligger i regionen Plzeň, i den västra delen av landet, 130 km sydväst om huvudstaden Prag. Brnířov ligger 453 meter över havet och antalet invånare är 345.
Terrängen runt Brnířov är kuperad åt nordost, men åt sydväst är den platt. Runt Brnířov är det ganska tätbefolkat, med 75 invånare per kvadratkilometer. Närmaste större samhälle är Klatovy, 17,8 km öster om Brnířov. Omgivningarna runt Brnířov är en mosaik av jordbruksmark och naturlig växtlighet.